# Sølve Grotmol
Sølve Grotmol (Time, 29 de outubro de 1939 — Maiorca, 30 de janeiro de 2010) foi uma personalidade da televisão norueguesa.